# 혈로
《혈로》는 한국에서 제작된 신경균 감독의 1954년 영화이다. 염매리 등이 주연으로 출연하였고 신경균 등이 제작에 참여하였다.

## 출연

### 주연
- 염매리
- 황여희
- 이택균

## 기타
- 녹음: 이경순